# Agrostis festucoides
Agrostis festucoides é uma espécie de gramínea do gênero Agrostis, pertencente à família Poaceae.